# Culex changuinolae
Culex changuinolae is een muggensoort uit de familie van de steekmuggen (Culicidae). De wetenschappelijke naam van de soort is voor het eerst geldig gepubliceerd in 1954 door Galindo & Blanton.